# Mira Golubović
Pour les articles homonymes, voir Golubović.
Mira Golubović est une ancienne joueuse de volley-ball serbe née le 15 octobre 1976 à Metković (Croatie). Elle mesure 1,88 m et jouait au poste de centrale. Elle a terminé sa carrière en mai 2014.

## Clubs
| Club                    | De        | À         |
| ----------------------- | --------- | --------- |
| Radnički Beograd        | 1993-1994 | 1993-1994 |
| Jedinstvo Užice         | 1994-1995 | 1997-1998 |
| CS Rapid Bucureşti      | 1998-1999 | 1998-1999 |
| Volley Bergamo          | 1999-2000 | 1999-2000 |
| Pallavolo Reggio Emilia | oct 2000  | déc 2000  |
| Pallavolo Sirio Perugia | déc 2000  | 2001-2002 |
| Toray Arrows            | 2002-2003 | 2002-2003 |
| CV Las Palmas           | 2003-2004 | 2004-2005 |
| Club Voleibol Tenerife  | 2005-2006 | 2005-2006 |
| VBC Voléro Zurich       | 2006-2007 | 2006-2007 |
| Spartak Omsk            | 2007-2008 | 2008-2009 |
| CSU Metal Galaţi        | 2009-2010 | 2009-2010 |
| Rabita Bakou            | 2010-2011 | 2012-2013 |
| VBC Voléro Zurich       | 2013-2014 | 2013-2014 |

## Palmarès
- Championnat de la république fédérale de Yougoslavie
  - Vainqueur : 1995, 1996, 1997, 1998.
- Coupe de la république fédérale de Yougoslavie
  - Vainqueur : 1994, 1996, 1997.
- Championnat de Roumanie
  - Vainqueur : 1999, 2010
- Championnat d'Espagne
  - Vainqueur : 2006
- Coupe d'Espagne
  - Vainqueur : 2006.
- Supercoupe d'Espagne
  - Vainqueur : 2005
- Championnat de Suisse
  - Vainqueur : 2007, 2014.
- Coupe de Suisse
  - Vainqueur : 2007, 2014.
- Supercoupe de Suisse
  - Vainqueur : 2006.
- Supercoupe d'Italie
  - Vainqueur : 1999.
- Ligue des champions
  - Vainqueur : 2000.
  - Finaliste : 2011, 2013.
- Championnat du monde des clubs
  - Vainqueur : 2011
  - Finaliste : 2012.
- Championnat d'Azerbaïdjan
  - Vainqueur : 2011, 2012, 2013.